# Athous leonhardi
Athous leonhardi là một loài bọ cánh cứng trong họ Elateridae. Loài này được Reittter miêu tả khoa học năm 1905.